# Luftgau XIII
Luftgau XIII foi um dos Distritos Aéreos da Luftwaffe, durante a Alemanha Nazi. Foi formado a 12 de Outubro de 1937, em Nuremberga, e extinto a 30 de Janeiro de 1941.

## Comandantes
- Walter Musshoff, 1 de Outubro de 1938 - 1 de Fevereiro de 1939[1]
- Eugen Weissmann, 1 de Fevereiro de 1939 - 14 de Agosto de 1940[1]
- Fritz Heilingbrunner, 14 de Agosto de 1940 - 30 de Janeiro de 1941[1]